# Khandu Wangchuk
Khandu Wangchuk (Paro, 24 de novembro de 1950) foi um Primeiro Ministro do Reino do Butão, esteve no poder por duas vezes, a primeira de 8 de Agosto de 2001 até 14 de Agosto de 2002. Foi seguido no cargo por Kinzang Dorji e a segunda de 7 de Setembro de 2006 até 3 de Agosto de 2007. Foi seguido no cargo por Kinzang Dorji.